# Миру — мир!

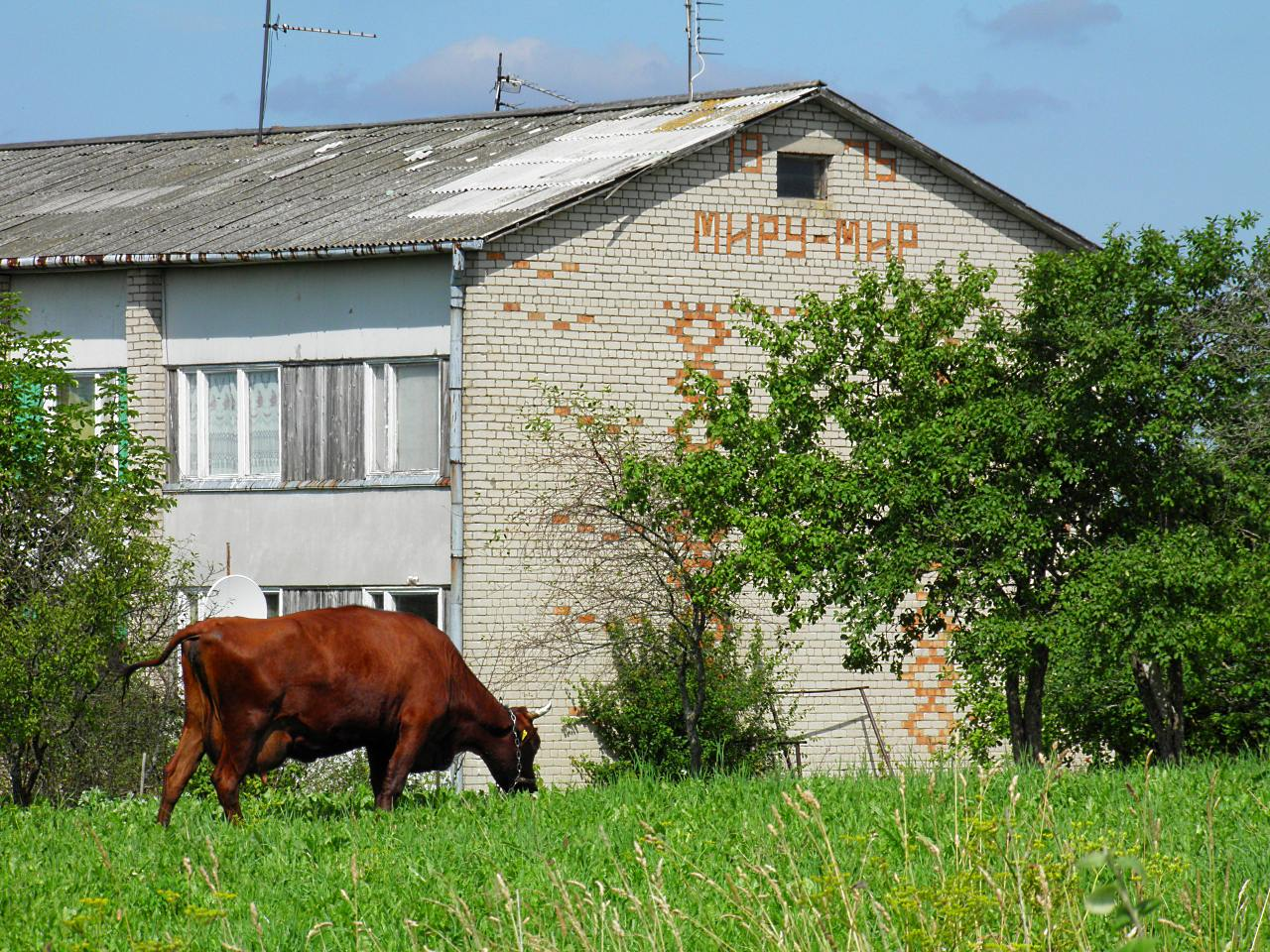
На здании 1970-х годов в Бебренской волости Латвии

«Миру — мир!» — советский лозунг. В советской печати лозунг утвердился с мая 1951 года, а в более ранней форме («Мир — миру!») — с мая 1949 года.

## Происхождение лозунга
Источником лозунга является православное богослужение. В «Великой ектении» есть прошение «О мире всего мира…»; в «просительной ектении» — «Мира мирови у Господа просим»; в заамвонной молитве — «Мир мирови Твоему даруй». При этом в церковнославянской и русской дореволюционной орфографии слова мир (миръ) в значении «покой» и мир (міръ) в значении «вселенная» писались по-разному.
Согласно исследованиям историка Константина Душенко, впервые упоминается в оде Гавриила Романовича Державина «Лебедь» 1795 года в строках: «И, проповедуя мир миру…», в апреле 1814 года в виде лозунга размещается на эмблематическом изображении в Москве по случаю взятия Парижа.
Лозунги «Мир всего мира!», «За мир всего мира!», «Мир всему миру!» становятся обычными после Февральской революции. «Бросимся ж вперёд, за мир всего мира!» — призывал А. Ф. Керенский в Одессе, 16 мая 1917 года. Демьян Бедный тогда же писал: «„Мир для мира!“ Это враки. / Не помиримся без драки».
В 1924 году Владимир Маяковский заканчивает своё стихотворение «Пролетарий, в зародыше задуши войну!» словами: «Миру — мир, война — войне».
Призывом «Мир миру!» Илья Эренбург закончил своё выступление на Всемирном конгрессе сторонников мира в Париже 23 апреля 1949 года. Под этим же лозунгом шёл сбор подписей под Стокгольмским воззванием в 1950 году.
С мая 1951 года лозунг утвердился в советской печати в форме «Миру — мир!».

## Использование в литературе
Схожая фраза использована в переводе поэмы Луиса де Камоэнса «Лузиады», выполненном в 1988 году О. А. Овчаренко (о португальском завоевании Индии: «И варвар разобьет свои кумиры, / И дети Луза мир подарят миру»). В оригинале данная формулировка отсутствует (порт. Que cítara jamais cantou vitória, / Que assim mereça eterno nome e glória).